# Айвенго (фільм, 1952)
«Айве́нго» (англ. Ivanhoe) — американський пригодницький історичний костюмований фільм, екранізація однойменного роману Вальтера Скотта. Фільм було номіновано на три премії Оскар: за найкращий фільм, найкращу роботу оператора та найкращий саундтрек, але не отримав жодної.
«Айвенго» став початком трилогії історичних фільмів Річарда Торпа, яку було продовжено фільмами Лицарі Круглого Столу та Пригоди Квентіна Дорварда.

## Сюжет
Король Річард I Левове Серце, повертаючись із хрестового походу, потрапляє в полон до герцога Австрійського. В Англії править його слабовольний та віроломний брат принц Джон. Принц не має наміру платити викуп за небезпечного брата. Лицар Вілфрід Айвенго, що супроводжував короля, повертається в Англію, щоб знайти гроші на викуп государя. Він шукає допомоги у свого батька Седріка, але той, старий саксонський вельможа, не хоче рятувати короля-нормана. Після нормандського завоювання Англії, місцеві дворяни поділяються на угрупування корінних саксів та окупантів-норманів, недовірливі й заздрісні один до одного.
Лицарі-нормани Бріан де Буа-Гільбер і Г'ю де Бресі намагаються пограбувати єврейського підприємця Ісака, гостя Седріка. Айвенго руйнує їхні плани й пропонує провести Ісака до його домівки у Шеффілді. Супутником Айвенго стає блазень Вамба. Вдячна дочка Ісака, Ревекка, дарує лицарю свої прикраси, щоб той міг купити собі спорядження для турніру. Дівчина закохується в Айвенго, попри соціальне провалля між ними.
Принц Джон призначає лицарський турнір. Буа-Гільбер і де Бресі виглядають непереможними до тих пір, поки деякий сакс із закритим забралом не вибиває обох із сідла. Однак і сам лицар — а це Айвенго інкогніто — отримує поранення від Буа-Гільбера. Його відвозять подалі від гніву норманів — у Шервудський ліс, до отамана шляхетних розбійників Робіна з Локслі.
Тим часом батько Айвенго, Седрік, разом з іншими саксами й Ревеккою потрапляє у полон до норманського лорда Фрона де Беффа. Той вимагає видачі Айвенго, юнак здається сам, але негідник не випускає його батька. Зграя Робіна Гуда штурмує замок та звільнює бранців, Вамба гине від руки Фрон де Беффа, який сам падає під мечем Айвенго. З норманів піти вдається тільки Буа-Гільберу, з Ревеккою. Норман починає відчувати пристрасть до своєї бранки.
Айвенго звертається до Ісака та інших єврейських торговців з проханням про викуп для короля Річарда, й ті погоджуються. Тим часом Ревекку звинувачують у чаклунстві та мають спалити на вогнищі. Айвенго вимагає «Божого суду» — двобою, який вирішить долю звинувачення. Джон наказує Буа-Гільберу перемогти Айвенго. Бріан, який зовсім не хоче смерті дівчини, запитує у Ревекки її думку, й та дозволяє йому. Між Айвенго та Бріаном відбувається дуель, у фіналі якої Буа-Гільбер гине. Перед смертю він зізнається в коханні Ревеці. Невдовзі до Англії повертається викуплений Річард Левове Серце.

## В ролях
- Роберт Тейлор — сер Вілфрід Айвенго
- Джоан Фонтейн — леді Ровена
- Джордж Сандерс — сер Бріан де Буа-Гільбер
- Роберт Дуглас — сер Г'ю де Бресі
- Фінлей Айлмер — Ісак, єврейський купець із Йорка
- Елізабет Тейлор — Ревекка, його дочка
- Фінлей Керрі — сер Седрік
- Емлін Вільямс — Вамба, блазень та зброєносець
- Норман Вудланд —  Річард I Левове Серце
- Гай Рольф — принц Джон
- Гарольд Воррендер — Робін Гуд, Локслі
- Френсіс де Вольф — сер Фрон де Бефф